# Resveratrol
Resveratrol je polifenol, ki deluje kot močan antioksidant. Gre za stilbenoidni naravni polifenol, ki ga proizvaja več rastlin kot odziv na poškodbe ali kadar rastlino napadejo patogeni, kot so bakterije in glive. Najden je bil v več kot 70 vrstah rastlin, med drugim v japonskem dresniku, jagodičevju, oreščkih in rdečem grozdju . 
Strukturo resveratrola je leta 1940 prvi označil Takaoka, ki je molekulo izoliral iz korenine Veratrum grandifolium (bela čmerika), kasneje, leta 1963 pa še iz korenine japonskega dresnika. Širšo pozornost je molekula pritegnila šele leta 1992, ko je njena prisotnost v vinu uporabljena kot razlaga za kardioprotektivne učinke . 
Resveratrol ima veliko terapevtskih učinkov, med drugim deluje protivnetno, antioksidativno, imuno-modulatorno, antikancerogeno, kardioprotektivno, vazorelaksantno in nevroprotektivno . 

### Fizikalno kemijske lastnosti
Resveratrol (3,5,4`-trihidroksistilben) je polifenolni fitoaleksin. Je silbenoid, derivat stilbena in se v rastlinah proizvaja s pomočjo encima stilben sintaze. Njegova osnovna zgradba je sestavljena iz dveh fenolnih obročev, ki sta povezana z dvojno stransko vezjo, ki tvori 3,5,4`-trihidroksistilebene. Ta dvojna vez je odgovorna za cis- (Z) in trans- (E) obliko resveratrola. Trans- oblika se lahko pod vplivom ultravijoličnega sevanja (sončna ali umetna svetloba) transformira v cis- obliko. Nadaljnjo obsevanje cis- oblike pa povzroči fotokemično reakcijo, pri čemer nastane fluorescentna molekula z imenom resveratron. Ugotovili so, da je trans- oblika v obliki prahu stabilna v pogojih »pospešene stabilnosti«, torej pri 75% vlažnosti in 40 °C in je hkrati tudi prevladujoča oblika, saj ima najmočnejše terapevtske učinke . 

### Stabilnost
Resveratrol je občutljiv na svetlobo, spremembe pH in povišano temperaturo, razlog za nestabilnost pa je predvsem prisotnost hidroksidov in dvojne C-C vezi . 
Trans- resveratrol je stabilen pri sobni in telesni temperaturi pri kislih pogojih, vendar lahko hitro pride do razgraditve molekule, ko postane pH alkalen. Vzdrževanje temperature in kislega pH ter omejevanje izpostavljenosti kisiku ter svetlobi, bi torej lahko izboljšalo stabilnost trans- resveratrola . 

## Sinteza
Resveratrol nastaja v rastlinah, saj gre za fitoaleksin. Fitoaleksini so antibakterijske in protiglivične kemikalije, ki jih rastline proizvajajo kot obrambo pred okužbami. 
Kadar moramo resveratrol izolirati za izvajanje laboratorijskih študij ali za izdelavo različnih formulacij pa pridobivanje te spojine iz hrane zahteva velike količine rastlin in topil, poleg tega vključuje tudi zahtevne postopke čiščenja, posledica tega pa so zelo nizki donosi produktov. Poznamo 3 različne kemijske postopke:
- Heck reakcija: je postopek, ki je definiran kot reakcija C-C spajanja aril halida ali nivil halida z aktiviranim olefinom pod katalizo paladija v prisotnosti baze. Gre za pomembno reakcijo, ko govorimo o sintezi resveratrola in njegovih analogov. Odkril jo je Martinez s sodelavci, in gre za dvostopenjsko metodo z visokimi donosi.
- Perkin reakcija: je organska reakcija za pretvorbo aromatskih aldehidov in anhidridov v alfa- in beta- nenasičene maščobne kisline z obdelavo z natrijevim acetatom, bazo in kislino. Reakcija vključuje zaščito, kondenzacijo, dekarboksilacijo in odstranjevanje zaščite. Reakcija poteka v več stopnjah, med katerimi nekatere potrebujejo ekstremne pogoje, visoke temperature in kovinski katalizator, kar tudi omejuje splošno uporabo.
- Wittig reakcija: reakcija uporablja prerazporeditev primarnega/sekundarnega alkil halogenida in aldehida/ketona, da nastane olefinski produkt pod delovanjem trifenilfosfina in baze za sproščanje stranskega produkta, trifenilfosfin oksida. Reakcija se pogosto uporablja za pridobivanje dvojne C-C vezi. Čeprav je Wittingova reakcija pogosto uporabljena za nastanek etilenskega mostu, reakcija vodi v nizek donos trans- resveratrola in nizko selektivnost med E in Z izomeri, poleg tega pa daje kot stranski produkt trifenilfosfin oksid. Reakcija zahteva tudi kromatografsko čiščenje produkta, kar naredi postopek še dolgotrajnejši [3].

## Resveratol v naravi
Resveratrol je fitoaleksin, razred spojin, ki jih proizvaja veliko rastlin, če so okužene s patogeni ali fizično poškodovane z rezanjem, drobljenjem ali ultravijoličnim sevanjem, saj zavira napredek nekaterih okužb. Koncentracija samega resveratrola v rastlinah je odvisna od različnih dejavnikov, kot je vreme, prisotnost zajedavcev, glivičnih okužb, kemičnih snovi ter ostalih stresnih dejavnikov . 
Rastline, ki sintetizirajo resveratrol, so japonski dresnik, borovci, vinska trta, grmičevje arašidov, kakavter jagodičevja (jagode, borovnice, maline, brusnice ipd.) . 
Čeprav je v naši kulturi manj pomemben, je najbogatejši vir resveratrola zelišče imenovano japonski dresnik (Polygonum cuspidatum), ki velja za praktično neuničljivo rastlino. Neuničljivost mu daje prav resveratrol. Japonski dresnik ima zelo pomembno vlogo v kitajski in japonski medicini, še preden so ugotovili, da vsebuje resveratrol, pa so ga uporabljali v kulinariki in pri zdravljenju različnih bolezni, kot so dermatitis, glivična obolenja in parazitske okužbe. Največ resveratrola se nahaja v korenini rastline in ravno to ji nudi možnost preživetja. Japonski dresnik velja za invazivno rastlino, ki lahko uspeva v zelo ekstremnih pogojih in dokazano zraste tudi na betonu . 
Resveratrol pa najdemo tudi v nekaterih vrstah sadja, ki je del človeške prehrane, kot so borovnice, robide, arašidi ipd. Glavni vir resveratrola v sredozemski prehrani je še vedno rdeče grozdje ter rdeče vino. Najbogatejši viri resveratrola v grozdju so olupki, semena in peclji . 

### Vsebnost resveratrola v hrani
Da bi dosegli pozitivne učinke resveratrola bi morali dnevno zaužiti vsaj 200 mg resveratrola, kar pa z običajno prehrano težko dosežemo. Vsebnost resveratrola v običajni prehrani je občutno nižja, kar v praksi pomeni, da bi za doseg 200 mg zaužitega resveratrola morali pojesti kilogram borovnic ali popiti 20 litrov vina, tu pa bi bili negativni učinki veliko večji kot korist resvertarola, zato ga je doseg ustrezne učinkovitosti in ugodnega vpliva na telo smiselno uporabljati v obliki prehranskih dopolnil. 
| Živilo           | Količina resveratrola v mg/100ml | Količina resveratrola v mg/100g |
| ---------------- | -------------------------------- | ------------------------------- |
| Japonski dresnik |                                  | 3,0                             |
| Rdeče vino       | 0-2,78                           |                                 |
| Brusnica         |                                  | 1,92                            |
| Belo vino        | 0-0,17                           |                                 |
| Arašidi          |                                  | 0,08                            |
| Rdeče grozdje    |                                  | 0,15                            |
| Borovnice        |                                  | 0,67                            |
| Temna čokolada   |                                  | 0,04                            |
| Jagode           |                                  | 0,35                            |

## Farmakokinetika
Farmakokinetika vključuje štiri glavne procesov, ki jim je učinkovina v telesu podvržena. Začne se z Absorpcijo, torej vsrkanje učinkovine v organizem, sledi Distribucija ali porazdelitev učinkovine po telesu, nato Metabolizem, ki vključuje nepovratne spremembe na molekuli in na koncu izločanje oz. Ekskrecija učinkovine iz telesa. Začetnice teh procesov dajo naziv ADME, ki so v nadaljevanju pojasnjene.
Na splošno je farmakokinetika resveratrola v zadnjih desetletjih postala izredno zanimiva, zato so te procese raziskovali tako na predkliničnih modelih kot tudi na ljudeh . 

### Absorpcija in biološka razpoložljivost
Literatura o biološki uporabnosti resveratrola kaže, da ima ta polifenol visoko oralno absorpcijo, hiter in obsežen metabolizem brez škodljivih učinkov. Pri ljudeh se približno 70 % peroralno zaužitega resveratrola, hitro (<30 min) absorbira in presnovi v druge metabolite. Razpolovni čas resveratrola je bil ocenjen na pribl. 9-10 ur, kar pomeni, da se iz telesa ne odstrani hitro. Poleg tega pa obstajajo velike razlike v absorpciji in presnovnih procesih med posamezniki. Obseg, v katerem človeško telo absorbira in presnovi resveratrol, je odvisen od delovanja jeter in od presnovne aktivnosti lokalne mikroflore. Bolj zdrava kot je črevesna mikroflora, več molekule se bo absorbiralo v krvni obtok, posledično pa bo tudi biološka uporabnost resveratrola večja. Zdravo telo torej omogoča boljšo absorpcijo .

### Metabolizem
Resveratrol je v telesu podvržen obsežnim biokemijskim reakcijam I. faze (oksidacija, redukcija in hidroliza) in II. faze (konjugacija glukuronske kisline, sulfata in metila), in sicer takoj po zaužitju. Pri tem se fenolne skupine metabolizirajo v glukuronsko kislino in sulfatne konjugate, ta proces pa poteka v jetrih in epitelijskih celicah črevesja. V sklopu metabolizma pa je prisotno tudi hidrogeniranje alifatske dvojne vezi. Predsistemska in sistemska pretvorba v glavne metabolite v jetrih in črevesju se zgodi zelo hitro in učinkovito, in sicer v tako imenovanem enterohepatičnem recirkulacijskem krogu. Ostali presnovki, kot sta dihidro-resveratrol in piceatanol, pa najverjetneje nastanejo z mikrobno fermentacijo trans-resveratrola v gastrointestinalnem traktu . 

### Distribucija
- Krvni transport: Učinkovitost terapevtske snovi je pogosto povezana z njeno afiniteto za vezavo na beljakovinske prenašalce v krvi. Resveratrol ima slabo topnost v vodi, zaradi česar se mora vezati na plazemske beljakovine, da se zagotovi njegova telesna porazdelitev in biološka uporabnost. V svojem transportu se torej veže na serumske beljakovine, kot so lipoproteini, hemoglobin in albumin, ki olajšajo njegovo celično prevzemanje. Dokazali so, da je tvorba kompleksa med resveratrolom in serumskimi proteini spontana in eksotermna. Močneje se veže na serumski album kot hemoglobin, saj pri prvem kompleksu prevladujejo hidrofobne interakcije, pri drugem pa vodikova vez, ki je šibkejša [4].
- Privzem jeter: Jetra imajo ključno vlogo pri biološki uporabnosti resveratrola. Nekatere študije kažejo največje kopičenje resveratrola v jetrih podgan in miši, vendar kljub temu niso opazili toksičnosti ali lize hepatocitov, kar je izrednega pomena. Poleg netoksičnosti pa resveratrol kaže tudi potencial pri preprečevanju bolezni jeter. Resveratrol v jetrne celice vstopi bodisi s pasivnim ali z aktivnim transportom, ki vključuje prenašalce. Slednja oblika transporta predstavlja več kot polovico celotnega jetrnega prevzema [4].

### Ekskrecija
V zadnjem postopku farmakokinetike se vsi presnovki resveratrola izločijo iz organizma, to izločanje pa je skoraj enakomerno porazdeljeno med urinom in blatom. 72 ur po enkratnem odmerku opazimo skoraj celotno izločenje resveratrola in drugih presnovkov iz tkiv, kar pomeni, da ne pride do akumulacije spojine v telesu . 

## Fiziološki učinki
Resveratrol ima veliko terapevtskih učinkov, med drugim deluje protivnetno, antioksidativno, imuno-modulatorno, antikarcinogeno, kardioprotektivno, vazorelaksantno in nevroprotektivno . 

### Antioksidativno delovanje
Zanimanje za naravne antioksidante, med drugim tudi za resveratrol, vedno bolj narašča, saj preprečujejo verižne reakcije oksidacije, ki nastanejo zaradi različnih dejavnikov, kot so težka in mastna hrana, slabe navade (kajenje, uživanje alkohola, sladkorja, predelane hrane), sevanje, onesnažen zrak in drugi. Posledice oksidacije lahko vodijo do nastanka rakavih obolenj, oslabitve imunskega sistema, srčno-žilnih bolezni, visokega holesterola ter poslabšanje splošnega počutja. Resveratrol torej prepreči nastanek oksidacije, in sicer tako, da obvaruje celični sistem pred poškodbami, ki jih povzročajo kisikovi prosti radikali (ROS). Prosti radikali so molekule, ki imajo kemijsko zelo nestabilno strukturo in zaradi tega agresivno napadajo druge molekule v našem telesu oz. celicah, pri čemer povzročajo oksidativni stres, oksidacijo maščob, denaturacijo proteinov oz. posledično poškodujejo genski zapis. Resveratrol zmanjša ali prepreči oksidacijo lipidov, zavira nastajanje strupenih oksidacijskih produktov itd., zato mu pravijo molekula prihodnosti. Antioksidanti in s tem resveratrol delujejo tako, da proste radikale na nek način prestrežejo, nevtralizirajo, zavirajo in na ta način varujejo telo. Zaradi vsega naštetega višajo telesno sposobnost, zavirajo staranje kože, krepijo imunski sistem ipd. . 

### Zaviranje staranja
Znanstveniki so pred časom odkrili majhne molekule, ki so sposobne podaljšati življenjsko dobo več organizmov, cilju pa so se najbolj približali ob raziskovanju pozitivnih učinkov molekule resveratrola . 
Resveratrol je po mnenju sodobnih molekularnih genetikov sposoben podaljšati življenjsko dobo kvasovk, črvov in muh, in sicer z vplivom na aktivnost encima Sir2, ki je znan beljakovinski regulator in je odvisen od vsebnosti hranil. Prav zaradi tega razloga so v literaturi začeli opozarjati na povezavo med tako imenovano kalorično omejitvijo (ang. Caloric restriction), tj. zmanjšanjem kaloričnega vnosa, resveratrolom in podaljšano življenjsko dobo organizmov. Pri kvasovkah kalorična omejitev denimo spodbuja delovanje encima znanega kot beljakovinski regulator Sir2 ali sirtuin. Gre za encim, ki je odvisen od nikotinamid adenin dinukleotida (NAD+), ki je presnovni intermediat, povezan z vsebnostjo hranil. Dodajanje resveratrola kvasovkam je povečalo aktivnost encima Sir2 in podaljšalo življenjsko dobo kvasovk za 70 %. SIRT1 je torej osrednja tarča resveratrola pri sesalcih, ta pa ureja številne celične procese, kot so popravljanje DNK, diferenciacija maščob, izločanje glukoze, občutljivost na inzulin, oksidacija maščobnih kislin in druge .
Leta 2003 so uspeli dokazati, da je resveratrol podaljšal življenjsko dobo kvasovk rodu Saccharomyces cerevisiae. Kasnejše študije so pokazale tudi podaljšanje življenjske dobe črva Caenorhabditis elegans in sadne muhe Drosophila melanogaster. Leta 2006 pa so italijanski znanstveniki dosegli pozitiven rezultat dodajanja resveratrola pri vretenčarjih .

### Antikancerogeno delovanje
Dokazano je, da resveratrol modulira veliko različnih znotrajceličnih signalnih molekul, ki sodelujejo v večstopenjski karcenogenezi, vnetjih, celičnem ciklusu in apoptozi, saj preprečuje poškodbe DNK. Obstajajo tudi dokazi, ki podpirajo povezavo med antioksidativnimi, protivnetnimi in antikancerogenimi aktivnostmi. Vsi mehanizmi, s katerimi resveratrol izvaja antikancerogene učinke, še vedno niso v celoti odkriti, vemo pa, da k antikancerogenemu delovanju prispevajo: odstranjevanje prostih radikalov, supresija ciklooksigenazne aktivnosti (COX), zaviranje celične proliferacije, indukcija apoptoze in zaviranje nekaterih encimov .

### Nevroprotektivni učinki
Resveratrol je pokazal nevroprotektivne učinke pri nekaj nevroloških motnjah, kot so Alzheimerjeva bolezen, Parkinsonova bolezen, Huntingtonova bolezen, možganska ishemija in epilepsija . 
Pri Alzheimerjevi bolezni se zdi, da resveratrol znižuje ravni izločenih in znotrajceličnih peptidov Aβ, ki jih proizvajajo različne celične linije. Pravzaprav resveratrol ne zavira same proizvodnje Aβ, ampak deluje s spodbujanjem znotrajcelične razgradnje teh peptidov po proteasomski poti. Ugotovljeno je bilo tudi, da resveratrol pri kvasovkah prekomerno izraža tihi regulatorni informacijski gen (SIR2), ki kodificira sirtuine. Sirtuini so od NAD odvisne histonske deacetilaze, ki sodelujejo pri številnih starostnih motnjah in podaljšujejo življenjsko dobo. SIRT1 je človeški homolog SIR2, zaradi česar pri ljudeh igra pomembno vlogo pri zaščiti nevronov pred reaktivnimi kisikovimi zvrstmi (ROS), H2O2 in dušikovim oksidom v možganih človeka z Alzheimerjevo boleznijo. Po eni strani SIRT1 zavira apoptotične aktivnosti in spodbuja nevronsko preživetje, po drugi strani pa zavira iNOS in katepsin β, dva toksična faktorja nevrodegeneracije. Z nevroprotektivnim učinkom resveratrola pa je po mnenju mnogih znanstvenikov povezana tudi njegova antioskidativna sposobnost, saj ravno oksidativni stres in slaba prekrvavitev možganov povzročata demenco. Raziskava na 23 zdravih posameznikih, ki so jo opravili leta 2014, je pokazala, da se je pri rednem jemanju resveratrola v odmerku 200 mg v obdobju 6 mesecev, posameznikom izboljšal kratkoročni spomin in delovanje hipokampusa (del možganov, ki je odgovoren za spomin) . 

### Kardioprotektivni učinki
Kardioprotektivno delovanje so poskušali razložiti z več mehanizmi. Na primer, sposobnost resveratrola da zavira sintezo eikozanoidov iz arahidonske kisline, kar vodi do zmanjšanja agregacije trombocitov, to pa prispeva k zaščiti pred aterosklerozo. Poleg tega naj bi resveratrol moduliral proizvodnjo dušikovega oksida (NO) iz žilnega endotelija, kar bi lahko nadzorovalo vnetne odzive in preprečilo žilne poškodbe. Ekspresija iNOS v endotelijskih celicah uravnava NF-Kb, ki ga zavira resveratrol. Poleg tega pa resveratrol zavira tudi ekspresijo TNF-α koagulacijskih faktorjev v vaskularnih entotelijskih celicah, kar kaže na to, da resveratrol zavira trombogenezo. Pred kratkim so pokazali tudi, da prekomerno izražanje kateholaminov prispeva k večjemu tveganju za srčno popuščanje, aterosklerozo, koronarno bolezen in hipertenzijo. Resveratrol zavira ionske kanalčke, ki sodelujejo pri izločanju kateholaminov, zato je tudi to lahko eden od mehanizmov, zaradi katerega ima resveratrol kardioprotektivno aktivnost. Pomembno pa je, da se zavedamo, da resveratrol ni namenjen zdravljenju ljudi, ki že imajo srčno-žilne bolezni, temveč preventivi, da to takih bolezni ne pride . 

#### Francoski paradoks
Francoski paradoks pravi, da naj bi Francozi kljub uživanju mastne in nezdrave hrane manj zbolevali za najpogostejšimi boleznimi srca in ožilja. Razlog naj bi se skrival v temu, da pri vsakem obroku spijejo kozarec rdečega vina, kjer se skriva čudežna molekula resveratrol, ki s svojim antioskidativnim in protivnetnim delovanjem zmanjša tveganje za pojav srčno-žilnih bolezni. Koncept se je začel pred skoraj 20 leti, ko so statistike in kardiologe posebej zanimali podatki o boleznih koronarnih arterij, kot je miokardni infarkt. Ugotovili so, da imajo Francozi raven holesterola v krvi, ki je enakovredna prebivalcem drugih industrijsko razvitih držav, a so bile francoske žrtve infarkta veliko nižje kot tiste v drugih državah. Prva razlaga je bila mediteranska prehrana, ki vsebuje manj živalskih maščob, a več rastlinskih olj, ki so za srce manj škodljiva. Mediteranska prehrana pa vsebuje tudi veliko vina, v rdečem vinu pa so snovi, kot so fenolne spojine, ki lahko zmanjšajo strjevanje krvnih ploščic in s tem zmanjšajo tveganje za strjevanje v arterijah ter pojav srčnih bolezni, kot je miokardni infarkt.

### Diabetes in debelost
Izkazalo se je, da resveratrol blagodejno vpliva na debelost in diabetes, kar prispeva k preprečevanju in zdravljenju inzulinske rezistence pri sladkorni bolezni in dislipidemije. Eden od mehanizmov, s pomočjo katerega lahko resveratrol zmanjša patološke posledice visokokalorične prehrane, je aktiviranje SIRT1, čeprav je bilo dokazano tudi, da so nekatere koristi resveratrola posledica fosforilacije in posledično aktivacije 5`-AMP-protein kinaze (AMPK), ki prispeva k oksidaciji maščobnih kislin in k zmanjšanju njihove sineteze. Poleg tega, resveratrol okrepi lipolitični odziv na epinefrin in zmanjša sposobnost inzulina, da prepreči lipolizo v maščobnem tkivu. Pri diabetičnih podganah so pokazali tudi, da resveratrol znižuje raven krvnega sladkorja Študije so pokazale, da so β-celice trebušne slinavke močno dovzetne za delovanje resveratrola, ki poveča izločanje inzulina. Za to naj bi bili odgovorni mehanizmi povezani z znotrajceličnim transportom glukoze, ki ga povzroča resveratrol. 
V raziskave so bili vključeni tudi raziskovalci Fakultete za farmacijo Univerze v Ljubljani. Med njimi sta bila doc. dr. Urban Švajger in prof. dr. Matjaž Jeras, ki sta ugotovila, da resveratrol med drugim deluje tudi na makrofage, limfocite in ostale celice imunskega sistema ter tako poveča njihov protivnetni učinek. Izsledke raziskave so bili leta 2012 objavljeni tudi v priznani znanstveni reviji International Review of Immunology.

## Neželeni učinki
Neželeni učinki pri ljudeh so bili raziskani po vnosu visokih odmerkov resveratrola na 104 bolnikih. Najvišji odmerki so bili 5 g/70 kg v enkratnem vnosu. Poročali so, da taki odmerki lahko povzročajo nefrotoksičnost. V študiji pa ni bil odkrit noben resen stranski učinek. Blagi neželeni učinki, ki so se pojavili, so bili posledica dolgotrajne uporabe (več mesecev) v dnevnih odmerkih 1000 mg ali več. Opazili so na primer slabost, bolečine v želodcu, napenjanje in drisko.